# 王永江
王 永江（おう えいこう）は、清末民初の政治家・教育者。北京政府、奉天派に属し、奉天省長などを務めた。また、東北大学の初代校長でもある。字は岷源。号は鉄龕。祖籍は山東省蓬莱県。

## 事績

### 清末の事績
21歳で廩生となり、最初は漢方薬店を運営していた。後に日本人が創設した南金書院という学校で漢文教員を務める。1907年（光緒33年）、遼陽地方団総・袁金鎧の命により、王は租界での日本の警察行政を調査する。
まもなく遼陽で警務学堂を創設した。王は、ここで警察人員の養成に努め、後に東三省総督趙爾巽からその功績を表彰されている。その後も、遼陽警務所長、南路巡防営管帯などを歴任した。辛亥革命勃発に際しては、革命派討伐に従事している。

### 奉天派での活躍
中華民国成立後は、趙爾巽・袁金鎧の推薦もあって、王永江は各地で税務部門の職を歴任する。1915年（民国4年）、奉天省税務局長兼清丈局長兼屯墾局長に昇進した。翌年には、やはり袁の張作霖への推薦もあって、奉天督軍署高等顧問に任じられた。11月には、全省警務処長兼省会警察庁長に任命され、後には省財政庁長、代理奉天省長などもつとめた。
王永江の行政手腕は、警務・税務・実業の各方面で発揮された。特に警務方面では、近代的な警察行政制度の導入により、緑林出身者が多かった奉天派内部の粛清に大きく貢献している。王の統制に対しては湯玉麟が諍いを起こしたが、張作霖は王を支持した。このほかにも、財政改革や税務改革にも貢献し、奉天派の財政状況を好転させ、その軍事力・政治力の拡張に貢献した。これらの実績により王は、奉天派内部で「文治派」の首領と目された。
1920年（民国9年）7月から、張作霖が北京政府中央の政治闘争に介入しようとする。王永江は民力休養を唱えてこれに反対したため、次第に張から冷遇されていく。それでも1922年（民国10年）4月の第1次奉直戦争で張が敗北すると、張は失策を悔悟して、王を奉天省長に任命した。翌年4月に東北大学が創設されると、王が初代校長を兼任した。

### 張作霖への隔意、晩年
軍備を再建した張作霖が再び北京政府中央に介入しようとすると、王永江はこれに反対したが、結局聞き入れられることはなかった。1924年（民国13年）10月、奉天派が第2次奉直戦争に勝利した後に、王は黄郛臨時内閣の内務総長に任じられた。まもなく同内閣が崩壊したため、王も辞職している。1925年（民国14年）2月、善後会議議員となった。
1926年（民国15年）2月、王永江は各職を辞任して、故郷に戻った。その後も、張作霖の武断政策を諌め、民力休養を勧める文書を奉呈し続けたが、受け入れられることは無かった。また、張も王に政務復帰を望んだが、王は固辞し続けている。晩年の王は、詩作、易経・管子研究、医学などに関して著作を残した。
1927年（民国16年）11月1日、金州にて病没。享年56（満55歳）。